# Wilhelm Adolf Becker
Wilhelm Adolph Becker (Dresda, 1796 – Meißen, 1846) è stato uno storico tedesco.
Era figlio dello storico dell'arte, numismatico e scrittore tedesco Wilhelm Gottlieb Becker.
Docente di archeologia a Lipsia, è ricordato per i suoi romanzi storici Gallus (1838) e Charikles (1840) e per il suo Handbuch (1843), completato poi da Theodor Mommsen e Joachim Marquardt.